# Johannes Angermuller

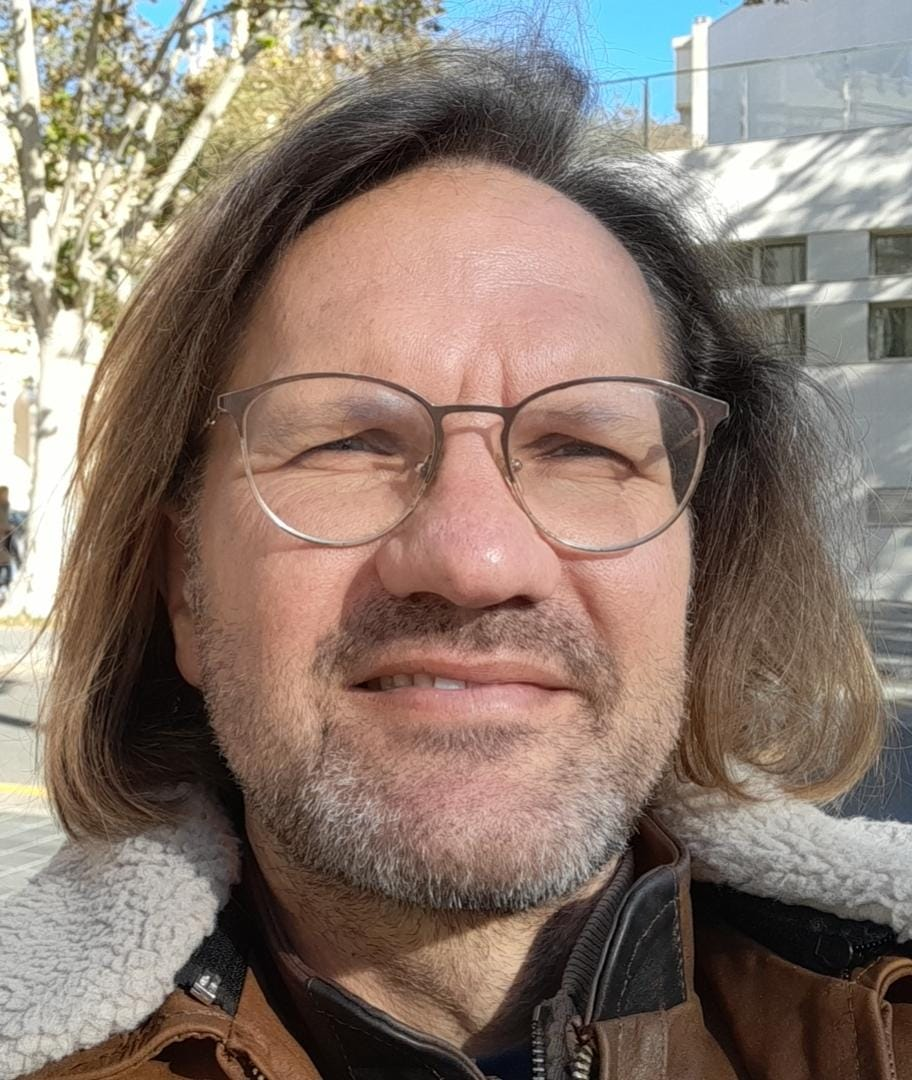
Johannes Angermuller

Johannes Angermuller (* 1973 in Erlangen) ist ein Diskursforscher in den Bereichen Linguistik und Soziologie. Er ist Professor of Discourse, Languages and Applied Linguistics an der Open University, UK.

## Leben
Johannes Angermuller wuchs in seiner Geburtsstadt Erlangen auf. Seine Eltern sind beide Mathematiker. 1997 machte er seinen Magister-Abschluss in Soziologie, Osteuropäischer Geschichte und Amerikanistik an der Universität Erlangen-Nürnberg. Von 1999 bis 2009 war er Wissenschaftlicher Mitarbeiter bzw. Assistent an der Universität Magdeburg. Im Jahr 2003 beendete er eine binationale Promotion in (linguistischer) Diskursanalyse (Universität Est Paris) und Soziologie (Universität Magdeburg). Von 2009 bis 2012 lehrte er als Professor (W1) der Soziologie der Hochschule an der Universität Mainz. 2012 wurde er als Professor für Diskursanalyse an das Centre for Applied Linguistics (CAL) in Warwick (Coventry, UK) berufen. Gleichzeitig wurde er Mitglied am Centre d’Etude des Mouvements Sociaux an der Ecole des Hautes Etudes en Sciences Sociales in Paris. Seinen Namen schreibt er fortan ohne den Umlaut (ü), aber in älteren Publikationen wird er heute noch unter „Angermüller“ geführt. 2019 wechselte er an die Open University (Milton Keynes, UK). Er wohnt in London, Paris und Valencia.
Bekannt wurde Angermuller für seine Arbeiten zur Diskursanalyse und zum Poststrukturalismus. Sein Forschungsschwerpunkt liegt auf der komplexen Organisation des Sprachgebrauchs im sozialen Kontext. Seine Arbeiten zu akademischen und politischen Diskursen behandeln Fragen von Macht, Wissen und sozialem Wandel. Die französische linguistische Diskursanalyse verbindet er mit qualitativen Ansätzen aus der deutschen und angelsächsischen Tradition. Hierbei gilt sein besonderes Interesse aussagenanalytischen Theorien zu Subjektivität in der Sprache. Angermuller analysiert Diskurse als Positionierungspraktiken in sozialen Gemeinschaften und interessiert sich insbesondere für die diskursive Konstruktion sozialer Ordnung.
Angermuller war Projektleiter des ERC DISCONEX-Forschungsteams, das Positionierungspraktiken und Wissenschaftskulturen von Forscherinnen und Forschern in den Sozial- und Geisteswissenschaften in den USA, Frankreich, Deutschland und Großbritannien untersuchten. Seit 2008 koordiniert Angermuller DiskursNetz, ein interdisziplinäres und internationales Netzwerk aus dem Feld der Diskursanalyse. 2019 gründete sich DiskursNetz als „Internationale Vereinigung der Diskursstudien“ und wählte Angermuller zum Gründungspräsidenten.  Mit Daniel Wrana baute er das mehrsprachige Web-Portal http://www.discourseanalysis.net auf. Mit Martin Nonhoff initiierte er 1999 die GradnetKonferenzen in Erlangen. Er ist Mitherausgeber unterschiedlicher Buch-Reihen wie zum Beispiel: die Palgrave Serie Postdisciplinary Studies in Discourse; die DiskursNetz Serie bei transcript; Peter Lang: Transpects.

## Publikationen
- (with Philippe Blanchard): Careers of the Professoriate. Academic pathways of the linguists and sociologists in Germany, France and the UK. London: Palgrave, 2023 ISBN 978-3-031-25241-9

- Fredric Jameson: Marxistische Kulturtheorie. In: Stephan Moebius, Dirk Quadflieg (Hrsg.): Kultur. Theorien der Gegenwart. Springer Verlag für Sozialwissenschaften, Wiesbaden 2006, S. 359–370, ISBN 3-531-14519-3.
- Why There Is No Poststructuralism in France. The Making of an Intellectual Generation. Bloomsbury, London 2015, ISBN 978-1-4742-2632-5. (Kurzversion in Französisch: Le Champ de la Théorie. Essor et déclin du structuralisme en France. Hermann, Paris 2013, ISBN 978-2-7056-8349-8; Türkische Version: Neden Fransa'da Postyapisalcilik Yok. Heretik Basin Yayin, Ankara 2017, ISBN 978-605-9436-11-3; Spanische Version: ¿Quién dijo posestructuralismo? La creación de una generación intelectual. Madrid: Dado, 2019, ISBN 978-84-948922-4-0)
- Poststructuralist Discourse Analysis. Subjectivity in Enunciative Pragmatics. Palgrave Macmillan, Houndmills, Basingstoke 2014, ISBN 978-1-137-44246-8. (Französische Version: Analyse du discours poststructuraliste. Les voix du sujet dans le langage chez Lacan, Althusser, Foucault, Derrida et Sollers. Lambert Lucas, Limoges 2013, ISBN 978-2-35935-076-0; Portugiesische Version: Análise de discurso pós-estruturalista. As vozes do sujeito na linguagem em Lacan, Althusser, Foucault, Derrida e Sollers. Pontes, Campinas 2016, ISBN 978-85-7113-734-9)
- mit Dominique Maingueneau und Ruth Wodak (Hrsg.): The Discourse Studies Reader. Main Currents in Theory and Analysis. John Benjamins, Amsterdam, Philadelphia 2014, ISBN 978-90-272-1211-5.
- mit Martin Nonhoff, Eva Herschinger, Felicitas Macgilchrist, Martin Reisigl, Juliette Wedl, Daniel Wrana und Alexander Ziem (Hrsg.): Diskursforschung. Ein interdisziplinäres Handbuch. Band I: Theorien, Methodologien und Kontroversen; Band II: Methoden und Analysepraxis. Perspektiven auf Hochschulreformdiskurse. transcript, Bielefeld 2014, ISBN 978-3-8376-2722-0.
- mit Daniel Wrana, Alexander Ziem, Martin Reisigl und Martin Nonhoff (Hrsg.): DiskursNetz. Wörterbuch der interdisziplinären Diskursforschung. Suhrkamp, Berlin 2014, ISBN 978-3-518-29697-4.
- mit Gilles Philippe (Hrsg.): Analyse du discours et dispositifs d’énonciation. Autour des travaux de Dominique Maingueneau. Lambert-Lucas, Limoges 2015, ISBN 978-2-35935-137-8.